# Puurmani (gemeente)
Puurmani (Estisch: Puurmani vald) was een gemeente in de Estlandse provincie Jõgevamaa. De gemeente telde 1491 inwoners op 1 januari 2017 en had een oppervlakte van 292,6 km².
De landgemeente bestond uit:
- één wat grotere nederzetting met de status van alevik (vlek): de hoofdplaats Puurmani;
- twaalf dorpen: Altnurga, Härjanurme, Jõune, Jüriküla, Kirikuvalla, Kursi, Laasme, Pikknurme, Pööra, Saduküla, Tammiku en Tõrve.

Bij de gemeentelijke herindeling van oktober 2017 werd de gemeente Puurmani opgesplitst. Härjanurme, Jõune, Pööra en Saduküla gingen naar de gemeente Jõgeva, de rest van de gemeente ging naar de gemeente Põltsamaa.

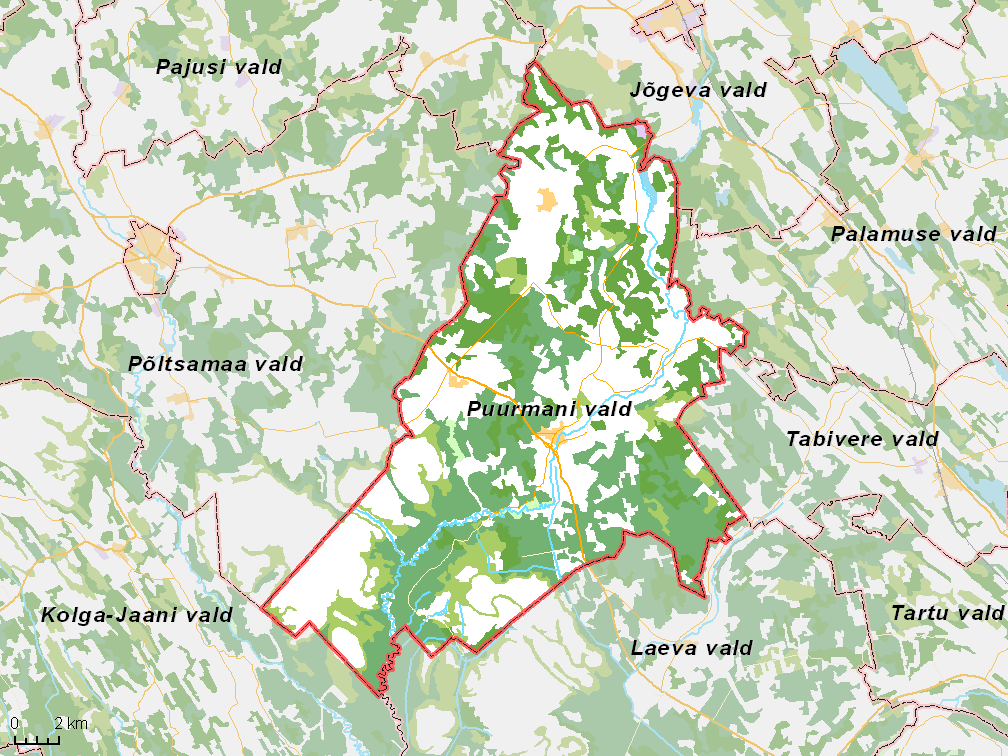
De gemeente met omliggende gemeenten, situatie begin 2017